# Работници напускат фабриката Люмиер в края на работното време
„Работници напускат фабриката Люмиер в края на работното време“, за кратко „Излизането от фабриките“, (на френски: La Sortie des usines Lumière à Lyon) е ням късометражен документален филм от 1895 година, продуциран и режисиран от Луи Люмиер. Счита се за първият истински филм в историята на киното, въпреки че филмът на Луи льо Принс „Сцена в Раундхей Гардън“ е създаден седем години по-рано.

## Сюжет
Филмът се състои от една-единствена сцена, в която работници (предимно жени) напускат фабриката „Люмиер“ в края на работния ден.
Съществуват три отделни версии на този филм, между които има няколко разлики, например в стила на обличане, което показва, че са заснети в различни сезони. Друга разлика е, че в едната версия има един кон, в другата – два, а в третата няма коне.

## Място и техника на заснемане
Филмът е заснет във френския град Лион от Луи Люмиер, чрез кинематограф. Показан е наред с още 9 филма през 1895 г. в „Гранд кафе“, намирало се на „Булеварда на капуцините“ в Париж.
Както всички останали филми на братята Люмиер, този също е заснет в 35-милиметров формат, със съотношение на страните 1.33:1 и скорост 16 кадъра в секунда.